# Chaoborus longicercus
Chaoborus longicercus är en tvåvingeart som beskrevs av Donald Henry Colless 1986. Chaoborus longicercus ingår i släktet Chaoborus och familjen tofsmyggor. Inga underarter finns listade i Catalogue of Life.